# アルフレード・フェラーリ

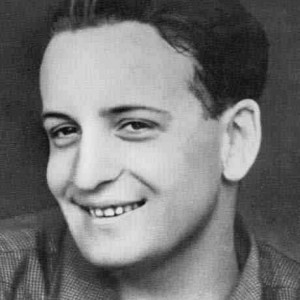
アルフレード・フェラーリ

アルフレード・フェラーリ（Alfredo Ferrari 、1932年1月19日 - 1956年6月30日）は、イタリアの自動車技術者であり、フェラーリの創業者エンツォ・フェラーリの息子である。「アルフレディーノ (Alfredino) 」および「ディーノ (Dino) 」という愛称で知られる。

## 経歴
エンツォと妻ラウラの一人息子として生まれる。アルフレードという名前はエンツォの父親にちなんで命名されたもので、愛称の「アルフレディーノ」はイタリア語で「小さなアルフレード」という意味がある。フェラーリ副社長のピエロ・ラルディ・フェラーリとは異母兄弟の関係にある。
モデナの工業高校を卒業してからボローニャの大学で自動車工学を学び、フェラーリに入社した。フェラーリ製高級スポーツカーの代名詞といえばV12エンジンであったが、アルフレードは将来的には小型自動車を作るようになるべきだという考えから、小型車向けのV6エンジンに取り組んだ。ランチアから移籍してきたヴィットリオ・ヤーノとともに、F2レース用にバンク角65度の1.5リッターV6エンジンを開発したが、筋ジストロフィーにより24歳という若さで逝去、完成を見ることはなかった。跡継ぎとして期待していたエンツォは大いに悲しみ、晩年まで愛息の墓参りを日課にしていたという。
F1サンマリノグランプリの舞台だったイモラ・サーキットの正式名称は、かつては「アウトードロモ・ディーノ・フェラーリ (Autodromo Dino Ferrari ) 」であり、エンツォの死後「アウトードロモ・エンツォ・エ・ディーノ・フェラーリ (Autodromo Enzo e Dino Ferrari ) 」へ改称された。

## 死後の影響

### ディーノV6エンジン
アルフレードが開発に携わったV6エンジンは「ディーノV6」として知られることになる。1957年の156F2に搭載されたのち、F1でも2.5リッターに拡大して246F1に搭載され、1958年のドライバーズチャンピオン（マイク・ホーソーン）を獲得した。
1961年にF1用エンジンが1.5リッターに縮小されると、フェラーリは156F2を基にした156F1を投入し、8戦中5勝という成績で選手権を支配した。実戦ではバンク角を65度から120度に変更したタイプも使用している。
1967年、ヤーノが中心となってF2用のエンジンのホモロゲーション基準「6気筒以下、年間500機製造」をクリアするボアφ85mm×ストローク57mmの1,987ccV6エンジンを開発したが、当時のフェラーリには生産不可能な台数であったため、フィアットにエンジンの鋳造を依頼し、組み立てをフェラーリが行った。これがディーノ206GTに搭載されたV6エンジンで、エンジンブロックにはFIATの文字が入っている。
このエンジンを搭載してフィアットが生産したスポーツカーは「フィアット・ディーノ」と命名され、クーペタイプとスパイダータイプが存在した。クーペタイプのデザインはベルトーネ時代のジョルジェット・ジウジアーロ、スパイダータイプのデザインはピニンファリーナが担当した。ただし同じ1,987ccV6エンジンでも、フェラーリ206GTに搭載されたティーポ135Bはマグネシウムのタペットカバーであるのに対し、ディーノ246GT/GTSに搭載されたティーポ135CSとフィアットクーペに搭載されたティーポ135ACとフィアットスパイダーに搭載されたティーポ135ASにはアルミニウムのタペットカバーが装着されている。
なお1,987ccエンジンはホモロゲーション用のエンジンのためブロックがアルミ製であったが、その後ホモロゲーション数が満たされるとコストダウンや生産性向上のため鋳鉄ブロックとなり、ボアφ92.5mm×ストローク60mmの2,418ccに拡大された。ディーノ246GTGTS搭載分はティーポ135CS、フィアットクーペ搭載分がティーポ135BC、フィアットスパイダー搭載分がティーポ135BSである。このエンジンは同じフィアット傘下のランチアが作成したラリーカーのランチア・ストラトスにも使用された。

### フェラーリ・ディーノ
当初エンツォは、小型車を全て「ディーノ」のブランド名で販売するつもりであった。実際にディーノと呼ばれたフェラーリ車は排気量1986ccのディーノ206GT、排気量2418ccのディーノ246GT/GTSである。これらはフェラーリ車でありながら、どこにもフェラーリの銘が入っていない。また、それらの後継となる排気量2927ccのV8エンジンのフェラーリ308GT4も初期の生産分ではディーノ308GT4として販売されていた。その後はV8エンジンのフェラーリも「フェラーリ」のブランド名で販売されることになった。
なお、フェラーリのノーズエンブレムの形状が縦長の長方形であるのに対し、ディーノのノーズエンブレムの形状は横長の長方形である。「スモール・フェラーリ」として大ヒットしたフェラーリ・308は「12気筒ではない初めてのフェラーリ」として設計されたが、モックアップ模型のノーズ部分にはディーノのエンブレムをつけるため横長の窪みがあった。